# Monodontomerus lymantriae
Monodontomerus lymantriae är en stekelart som beskrevs av T.C. Narendran 1994. Monodontomerus lymantriae ingår i släktet Monodontomerus och familjen gallglanssteklar. Inga underarter finns listade i Catalogue of Life.